# Pingyao
Pingyao (chiń. 平遥; pinyin Píngyáo) – chińskie miasto w prowincji Shanxi, oddalone o około 715 km od Pekinu i 80 km od stolicy prowincji Taiyuan. Podczas rządów dynastii Qing, Pingyao było finansowym centrum Chin. W mieście zachowała się doskonale utrzymana, tradycyjna architektura chińskiego ludu Han, co stało się przyczyną wpisania miasta na listę światowego dziedzictwa UNESCO w 1997 roku.

## Zabytki
Pingyao do dziś zachowało wygląd z czasów dynastii Ming i Qing. W mieście znajduje się około 4000 budynków z tego okresu, w których znajdują się liczne muzea, prezentujące codzienne życie dawnych mieszkańców, hotele, sklepy, warsztaty, a nawet domy mieszkalne. Tutejsze świątynie (zob. świątynia Zhenguo) i posiadłości dają okazję przeglądu stylów architektonicznych i trendów w planowaniu miast na przestrzeni kilku stuleci w historii Cesarstwa Chińskiego.
Jedną z głównych atrakcji turystycznych Pingyao są mury miejskie o długości 6 km wzdłuż których zbudowane były 72 wieże strażnicze. Pierwszy mur wzniesiono za panowania dynastii Zhou (827-728 p.n.e.), jednak większość dzisiejszych murów pochodzi z czasów dynastii Ming. Mury są wysokie na 12 metrów i szerokie na 4 metry, ciągną się na długości 6 km, okalając całą historyczną część miasta. W murze znajduje się sześć bram, po jednej po stronie północnej i południowej i po dwie po wschodniej i zachodniej. Oprócz czterech wież na rogach, na murze znajdują się 72 wartownie.

## Galeria

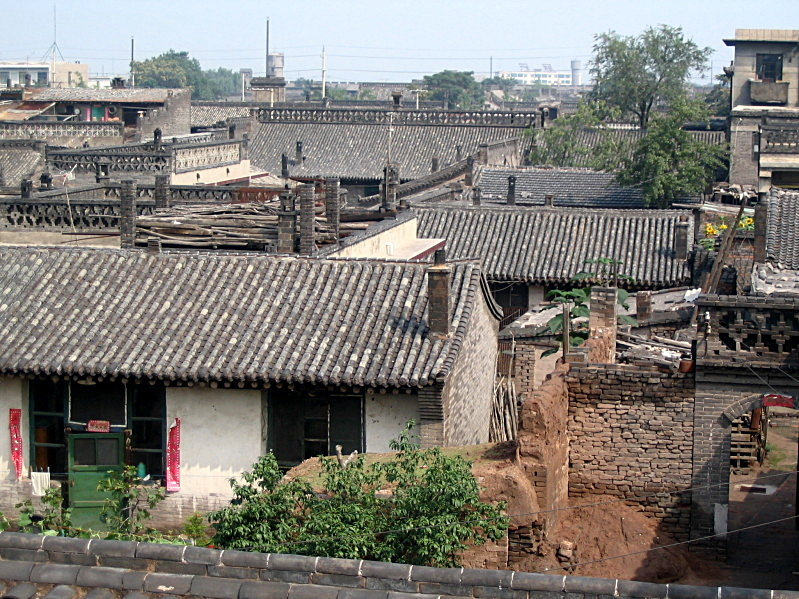
Widok na Pingyao
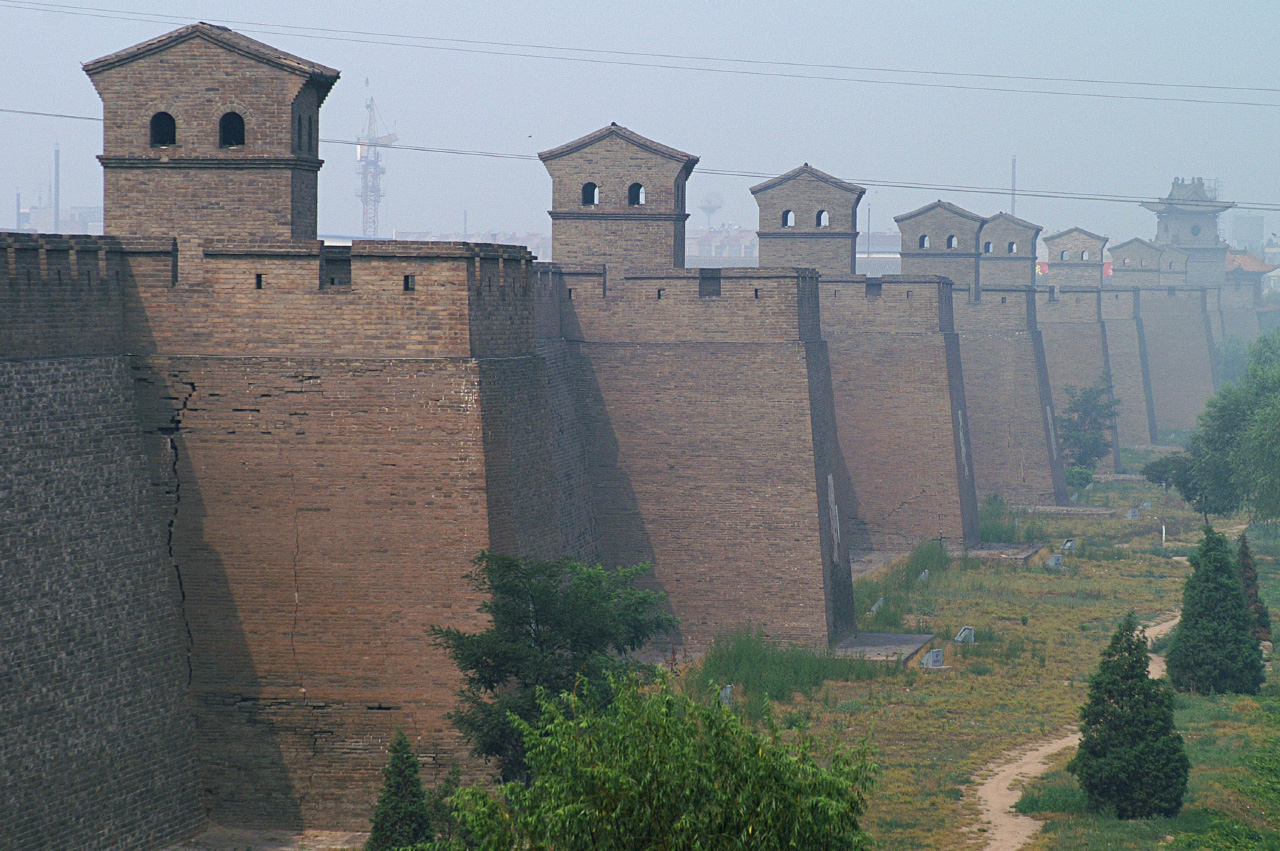
Mury miejskie w Pingyao
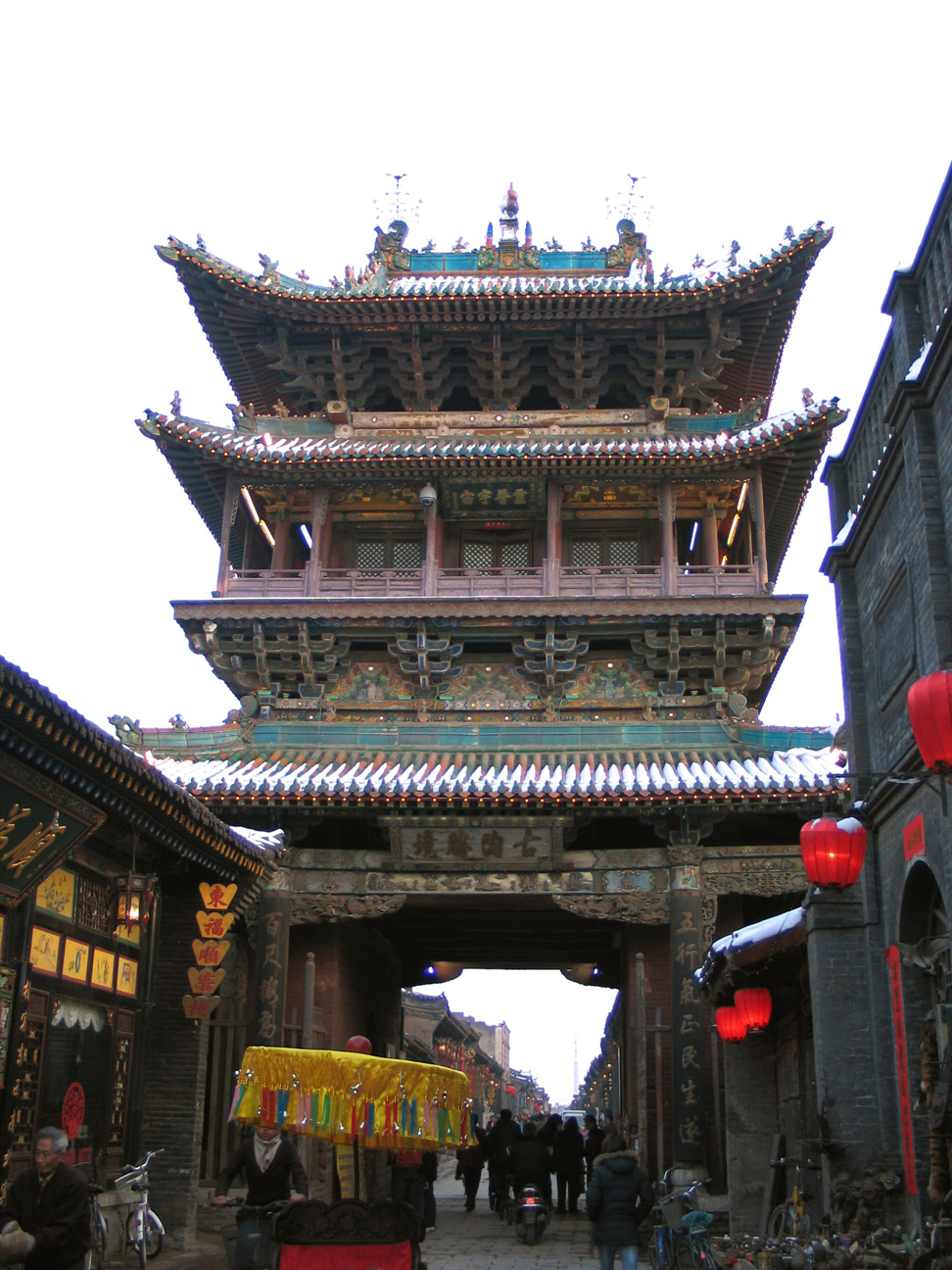
Wieża w Pingyao